# Lepidocephalus macrochir
Lepidocephalus macrochir är en fiskart som först beskrevs av Bleeker, 1854.  Lepidocephalus macrochir ingår i släktet Lepidocephalus och familjen nissögefiskar. Inga underarter finns listade i Catalogue of Life.